# Ведмедиця велика
Ведмедиця велика (Pericallia matronula) — вид комах з родини Arctiidae.

## Морфологічні ознаки
Досить великий метелик з характерною зовнішністю. Розмах крил — 69-90 мм. Переднє крило буро-коричневе з 4 великими жовтуватими плямами уздовж переднього краю. Задні крила яскраво-жовті з 2 рядками великих чорних плям. Черевце червоне з подовжнім рядком чорних плям.

## Поширення
Лісова зона Євразії.
В Україні поширений у Карпатах, Закарпатті, на Поліссі, Поділлі, частково у лісостеповій зоні. Чисельність незначна (здебільшого зустрічаються лише поодинокі особини).

## Особливості біології
В Україні особливості біології вивчені недостатньо. Зустрічається у листяних та мішаних лісах, особливо з густим підліском, на узліссях та вирубках. Генерація одно- або дворічна. Літ імаго відбувається у червні-липні. Метелики активні вночі, іноді самці літають вдень. Самиці відкладають яйця рядками на нижній бік листків кормових рослин. Гусінь живиться листям різноманітних дерев, чагарників і трав (дуб, ясен, ліщина, липа, верба, жимолость, кульбаба, подорожник, чорниця, нечуйвітер та ін.). Зимує гусінь у лісовій підстилці, у якій навесні і заляльковується.

## Загрози та охорона
Загрози: можливо, хімічні обробки лісів, знищення підліску, встановлення електричних ліхтарів у лісі чи поблизу, які приваблюють метеликів, котрі потім стають здобиччю кажанів, птахів тощо чи гинуть з інших причин.
Як компонент біоценозу пасивно охороняється на деяких заповідних територіях (зокрема, у регіональному ландшафтному парку «Чернівецький»). Треба зберегти ділянки природних листяних та мішаних лісів з густим підліском. Доцільний пошук популяцій виду та створення ентомологічних заказників у місцях розповсюдження виду з певною регламентацією лісогосподарської діяльності (заборона знищення підліску та застосування пестицидів тощо).